# Oncovirus
Los virus oncogénicos (también conocidos como oncovirus) son aquellos virus que poseen la propiedad de poder transformar la célula que infectan en una célula tumoral.
El primer indicio de que un virus era carcinógeno lo tuvo el biólogo estadounidense John Bittner en 1936, quien descubrió que el cáncer de mama del ratón era debido a un retrovirus, el MMTV (virus del tumor mamario del ratón). Aunque se ha buscado algún agente vírico responsable del cáncer de mama humano, no se ha llegado a ningún resultado concluyente.
Hoy en día se acepta que un gran número de retrovirus y virus de ADN causan diversos tipos de cánceres en un gran número de animales. La demostración de este mismo hecho en la especie humana es más difícil, pues la prueba concluyente consiste en la infección de un individuo sano con el virus, para comprobar el desarrollo del cáncer, y claro está, esta inducción directa de la enfermedad en el hombre no sería ética. Sin embargo, la presencia constante de un determinado virus en las células cancerosas constituye un indicio que puede confirmarse con otras comprobaciones.
Por ejemplo, la forma más corriente de cáncer de hígado se asocia a la presencia del virus de la hepatitis B; el EBV (virus de Epstein-Barr) se asocia a linfoma de Burkitt y al carcinoma nasofaríngeo; el virus HTLV-I se asocia a una forma de leucemia humana; el HHV8/KSHV es el responsable del sarcoma de Kaposi así como de la MCD (enfermedad multicéntrica de Castleman) y de PEL (linfomas de efusión primarios) y el HPV (virus del papiloma humano) es el causante de las verrugas de la piel y es el responsable de un gran porcentaje del cáncer de cérvix.

## Mecanismos
Existen varios mecanismos por los cuales un virus puede desencadenar la transformación celular en una célula tumoral.
- Un virus que se integre al genoma del hospedador, puede hacerlo de manera tal que se inserte cerca de un protooncogén. Estos genes generalmente codifican para proteínas (como receptores de factores de crecimiento) que si se expresan de manera regulada, no presentan riesgo, pero al expresarse en gran cantidad pueden inducir la división celular desenfrenada. En general, la secuencia promotora de los virus es muy fuerte, y puede, al insertarse cerca de este tipo de genes, inducir la expresión exacerbada de un protooncogén (convirtiéndose este ahora en un oncogén).
- Cuando un virus se inserta en el genoma de la célula huésped, puede hacerlo interrumpiendo alguna de las secuencias conocidas como genes supresores de tumores. Estos genes codifican para proteínas que regulan el ciclo celular, como p21, p53 o Rb. Al interrumpirse su secuencia, estas ya no codifican la proteína funcional, poniendo en riesgo todas las funciones que dependen de ellas.
- Un virus puede, codificar en su propio genoma, algún gen que codifique para una proteína que induzca a la célula a reproducirse. Esto puede ocurrir porque algunos virus dependen de la maquinaria celular para duplicarse, y para que esta esté activa, la célula debe estar dividiéndose.
- Otro ejemplo claro es el HPV, el cual está asociado al cáncer de cuello uterino. Este virus posee un mecanismo, en el cual sus dos proteínas E6 y E7 causan la ubiquitinación de P53 y retinoblastoma causando así una pérdida de las proteínas claves del control del ciclo celular.

Existen otros mecanismos implicados en la transformación celular, todos implicados en la multiplicación de las células provocando que comiencen a reproducirse sin control.
Todavía queda mucho por estudiar en estas cuestiones, pero es posible que en un futuro no muy lejano las vacunas contra ciertos virus puedan constituir vacunas contra algunos tipos de cáncer. El primer caso exitoso en este sentido lo constituye la vacuna contra el HPV de reciente aprobación para su uso en mujeres adolescentes.